# دينيس مارشال
دينيس مارشال (بالإسبانية: Dennis Marshall)‏ (9 أغسطس 1985 كوستاريكا - 23 يونيو 2011 كوستاريكا) هو لاعب كرة قدم كوستاريكي سابق كان يلعب كمدافع.

## روابط خارجية
- دينيس مارشال على موقع الاتحاد الدولي (مؤرشف)  (الإنجليزية)
- دينيس مارشال على موقع قاعدة بيانات كرة القدم.إي يو (الإنجليزية)
- دينيس مارشال على موقع ناشيونال فوتبول تيمز (الإنجليزية)
- دينيس مارشال على موقع Soccerway.com (الإنجليزية)